# Fuel for the Fire
Albums de Ari Koivunen
Becoming
(2008)
Fuel for the Fire est le premier album du vainqueur de l'émission Finnish Idols 2007 (en), Ari Koivunen. Il s'est maintenu en 1re position des charts finlandais pendant 12 semaines à sa sortie,. Plusieurs grands noms de la scène metal finlandaise ont participé à l'écriture de l'album, notamment Marco Hietala, Timo Tolkki, Tony Kakko, ou encore Jarkko Ahola.

## Liste des morceaux
| No  | Titre                              | Paroles                      | Musique                            | Durée |
| --- | ---------------------------------- | ---------------------------- | ---------------------------------- | ----- |
| 1.  | God Of War                         | Kimmo Blom                   | Tuomas Heikkinen                   | 3:58  |
| 2.  | Hear My Call                       | Pasi Heikkilä; Nino Laurenne | Pasi Heikkilä; Nino Laurenne       | 4:20  |
| 3.  | Fuel For The Fire                  | Janne Joutsenniemi           | Janne Joutsenniemi                 | 3:52  |
| 4.  | Don't Try To Break Me              | Maija Kalaoja                | Pasi Heikkilä                      | 4:14  |
| 5.  | Angels Are Calling                 | Timo Tolkki                  | Timo Tolkki                        | 5:09  |
| 6.  | I Fly                              | Nino Laurenne                | Nino Laurenne                      | 5:01  |
| 7.  | Our Beast                          | Marco Hietala                | Marco Hietala                      | 5:18  |
| 8.  | Losing My Insanity                 | Tony Kakko                   | Tony Kakko                         | 3:45  |
| 9.  | Stay True                          | Jarkko Ahola                 | Jarkko Ahola                       | 4:25  |
| 10. | Stormwind                          | Kyösti Salokorpi             | Pessi Levanto                      | 5:20  |
| 11. | Heartstealer                       | Tuomas Heikkinen; Kimmo Blom | Tuomas Heikkinen                   | 3:37  |
| 12. | Bonus : Hetki Lyö - Beat The Clock | Pertti Reponen               | Richard Gottehrer; Jonathan Stroll | 3:24  |